# Léo Bureau-Blouin
Pour les articles homonymes, voir Bureau et Blouin.
Léo Bureau-Blouin (né à Montréal le 17 décembre 1991) est un ex-leader étudiant et une personnalité politique québécoise. Ancien président de la Fédération étudiante collégiale du Québec (FECQ), il a été particulièrement actif durant la grève étudiante québécoise de 2012. Le 25 juillet 2012, il annonce officiellement sa candidature à l'élection générale québécoise de 2012 pour le Parti québécois dans la circonscription de Laval-des-Rapides. Le 4 septembre 2012 au soir, il remporte la victoire avec l'obtention de 37,9 % des suffrages exprimés par une majorité simple de 2 114 voix sur son plus proche adversaire, le ministre représentant le Parti libéral du Québec sortant Alain Paquet lequel a obtenu 32,8 % des suffrages exprimés . Le 13 septembre 2012, on annonce sa proclamation au secrétaire de l'Assemblée nationale du Québec qui la publie officiellement et il devient ainsi le plus jeune député de l'histoire de cette assemblée à l'âge de 20 ans, 8 mois et 18 jours.
Lors de l'élection du 7 avril 2014, il est battu par le candidat libéral Saul Polo.
Le 22 juin 2014, il est élu président du comité national des jeunes du Parti québécois, et ce, sans opposition. Il devient la première personne à avoir exercé une fonction parlementaire avant de devenir président du CNJPQ.

## Biographie

### Jeunesse
Né d'un père et d'une mère impliqués dans le domaine des arts visuels contemporains et actifs socialement, Bureau-Blouin grandit à Saint-Hyacinthe, dans une famille où la culture et les discussions sur la société sont valorisées,.
Élève doué, il saute une année au primaire et fréquente ensuite l'école secondaire privée Saint-Joseph, où une enseignante le décrit comme un élève doté d'une vaste culture générale et d'un bon esprit de synthèse. Structuré, il s'illustre au club d'art oratoire de l'école et contribue à remporter un concours régional. Malgré de bonnes notes, il pouvait se montrer critique envers certains enseignants plus rigides.
Il s'inscrit au Cégep de Saint-Hyacinthe au programme de formation générale en sciences humaines, où une amie l'incite à s'impliquer au sein de l'association étudiante de l'établissement.
Lecteur avide, ses premières années adultes sont inspirées par l'œuvre de l'organisateur social Saul Alinsky et les mémoires du président américain Barack Obama.
Son implication au sein de l'organisation étudiante le met en contact avec le mouvement étudiant national. D'abord délégué de son association étudiante à la Fédération étudiante collégiale du Québec (FECQ), il en devient le président à compter de juin 2010.

### Grève étudiante québécoise de 2012
Avec Gabriel Nadeau-Dubois et Martine Desjardins, Léo Bureau-Blouin est l'un des leaders étudiants les plus médiatisés lors de la grève étudiante québécoise de 2012.
Le 1er juin 2012, M. Bureau-Blouin quitte la direction de la FECQ au terme de deux mandats, conformément aux statuts de son organisation. Il est remplacé par Éliane Laberge, du Collège de Rosemont,.

### Carrière politique
En juin 2012, il participe à une assemblée du Nouveau mouvement pour le Québec, un groupe non partisan qui se consacre à fédérer les différents groupes souverainistes au Québec. Au début juillet 2012, il est pressenti comme candidat du Parti québécois dans la circonscription de Trois-Rivières, une rumeur démentie par le porte-parole de l'ex-syndicaliste étudiant, qui ajoute que M. Bureau-Blouin a été approché par « plusieurs partis ».
Le 25 juillet, il annonce sa candidature à l'investiture du Parti québécois dans la circonscription de Laval-des-Rapides en vue de l'élection générale québécoise du 4 septembre 2012. Il affronte le ministre délégué aux Finances, le libéral Alain Paquet, et l'ex-présidente de l'Ordre des ingénieurs du Québec, Maud Cohen, de la Coalition avenir Québec.
Lors d'une conférence de presse annonçant sa candidature, Bureau-Blouin a indiqué qu’à titre de député, ses priorités seraient l'abrogation de la loi 78 et la tenue d'un sommet sur l'enseignement supérieur qui aborderait la question des droits de scolarité et de la gestion des établissements. Il a également souligné l'importance pour les jeunes de sa génération à participer au processus politique. Le candidat veut également promouvoir la participation citoyenne par le biais d'une plateforme web de consultation publique, augmenter le salaire minimum au Québec de 9,90 $ à 11,20 $ l'heure en plus de s'engager à verser le quart de son salaire de député à des organismes communautaires de sa circonscription.
Candidat-vedette, Bureau-Blouin reçoit beaucoup d'attention des médias. Quelques commentateurs s'inquiètent de son jeune âge et du fait qu'il doive mettre ses études de droit à l'Université de Montréal de côté en cas d'élection,. Des adversaires politiques, comme Gérard Deltell, reprochent au Parti québécois d'instrumentaliser la popularité du jeune homme. D'autres lui reprochent son manque d'expérience, ce qui force Pauline Marois à préciser qu'il ne fera pas immédiatement partie d'un conseil des ministres péquiste en cas d'élection d'un gouvernement de son parti.
Le 19 septembre 2012, Pauline Marois nomme Bureau-Blouin adjoint parlementaire aux dossiers de la jeunesse. Le 3 février 2014, il dépose un livre blanc sur la politique jeunesse.
Le 7 avril 2014, Bureau-Blouin est battu par le candidat libéral Saul Polo.

### Retour aux études
Bureau-Blouin poursuit des études au programme de la faculté de droit de l'Université Laval. En novembre 2015, il annonce publiquement qu'il est lauréat de la Bourse Rhodes, qui permet à des jeunes gens aux parcours exceptionnels de poursuivre leurs études pendant deux ans à l'Université d'Oxford, en Grande-Bretagne.
Il obtient son baccalauréat en 2016 puis entreprend une maîtrise en droit, toujours à l'Université Laval. Il décroche en vue de l'année 2019 un stage d'auxiliaire juridique au cabinet du juge en chef du Canada Richard Wagner.